# Фишер-Вепплер, Вернер
Ве́рнер Фи́шер-Ве́пплер (нем. Werner Fischer-Weppler) — немецкий кёрлингист.
В составе мужской сборной ФРГ участник двух чемпионатов мира (лучший результат — шестое место в 1969).
Играл на позиции четвёртого, был скипом команды.
В конце 1960-х был избран президентом Федерации кёрлинга Германии (нем. Deutsche Curling-Verband).

## Команды
| Сезон   | Четвёртый            | Третий           | Второй     | Первый         | Турниры           |
| ------- | -------------------- | ---------------- | ---------- | -------------- | ----------------- |
| 1967—68 | Вернер Фишер-Вепплер | Херберт Келльнер | Рольф Клуг | Хайнц Келльнер | ЧМ 1968 (8 место) |
| 1968—69 | Вернер Фишер-Вепплер | Херберт Келльнер | Рольф Клуг | Хайнц Келльнер | ЧМ 1969 (6 место) |

(скипы выделены полужирным шрифтом)